# Newtype (雜誌)

日語版Newtype
2006年11月號

《Newtype》是一本極具影響力的日本動畫雜誌，自1985年創刊以來，一直是動畫愛好者和業界人士所關注的重要出版物。

## 出版背景和影響 (Publishing Background and Influence)
《Newtype》（日语：月刊ニュータイプ），是由角川書店出版的日本動畫雜誌，創刊于1985年3月，以月刊形式出版，每月10日發售。Newtype曾有三種語言的版本，分別為日語版、英語版及韓語版，不過英語版已于2008年2月廢刊。

#### 雜誌命名由來 (Origin of the Magazine's Name)
《Newtype》雜誌，由日本角川書店出版，自1985年3月起以月刊形式面世，並於每月10日發售。該雜誌的命名靈感來自於著名動畫系列「機動戰士高達」及其續作「機動戰士Z高達」中的“Newtype”角色，這些角色擁有超越普通人類的感知能力。這一命名不僅反映雜誌對於領先趨勢和新視角的追求，而且象徵其對動畫領域的深度洞察和創新視角。

##### 特色內容 (Featured Content):
《Newtype》在動畫愛好者和業界專業人士中以其深度內容而聞名。它不僅提供深入的動畫評論和對行業動態的詳盡報導，還特別注重對於知名動畫製作人、導演、編劇以及聲優的深入訪談。這些訪談經常揭示創作背後的故事和對製作過程的獨到見解，為讀者提供一個獨特的視角來理解和欣賞動畫作品。除了針對即將上映的動畫作品提供預告和分析，雜誌還涵蓋動畫節目的排程、新作品的開發動態，以及對動畫相關商品（如DVD、模型、周邊商品）的評論和推薦。此外，《Newtype》也經常組織和報導與各種動畫相關的活動和展覽，從而成為連接動畫產業與其廣大粉絲群的重要橋樑。這些豐富多元的內容不僅吸引廣泛的讀者群，也使《Newtype》成為日本乃至全球的動畫文化的一個重要窗口和符號。

## 內容大要

### Newtype Express
- 提供最新動畫及動畫電影的新聞速遞

### Newtype Press
- 動畫製作人感想及近況報告

### 林原めぐみのぴーひゃら生活
- 林原めぐみ的個人記事

### Switched-on CV
- 聲優的最新近況
- 聲優的娛樂節目

### Newtype Database
- Anime Land—一個月內的動畫節目表
- Monthly Sales—一個月內CD，遊戲，書及漫畫的價格表
- The Official Art of—動畫的設定資料集
- 全国アニメ＆声優ラジオ番組—全日本動畫及聲優廣播劇節目表

### Newtype Forum
- Newtype的讀者投稿

### アニメの門
- 介紹動畫的起源，小道消息

### News & Newtype
- TOPIC
- DVD＆VIDEO
- MUSIC
- HOW to ART
- EVENT＆VOICE
- MODEL
- GAME
- NEWTYPE SELECTION
- BOOK
- NEW RELEASE

各種最新產品的介紹及價格表

### Ranking Review
這是每個月將男女角色分開的十大動畫角色人氣榜，是根據观众反响、杂志读者回馈、网络搜索量、节目的收视率、节目的录话书、DVD销量等数据所综合起来的人氣排名。

## 過往漫畫連載
- 《奇蹟少女KOBATO.》——CLAMP
- 《Lagoon Engine Einsatz》——杉崎ゆきる
- 《はじまりのグラシュマ》——スエカネクミコ
- 《シャングリ・ラ》——池上永一
- 《PERSPECTIVE》——イノセンス
- 《五星物語》——永野護
- 《聖獸傳承》——麻宮騎亞

## 關聯條目
- 娘TYPE
- Megami MAGAZINE

## 外部連結
- WebNewtype（页面存档备份，存于）
- バックナンバー
- WebNewtype的X（前Twitter）
- 月刊ニュータイプ[Newtype]的Facebook專頁
- newtype 月刊ニュータイプ的Instagram帳戶